# Jaglisko
Jaglisko [jaˈɡliskɔ] (trước đây là Đức Diebelbruch) là một ngôi làng thuộc khu hành chính của Gmina Bierzwnik, thuộc hạt Choszczno, West Pomeranian Voivodeship, ở phía tây bắc Ba Lan. Nó nằm khoảng 3 kilômét (2 mi)   về phía đông nam Bierzwnik, 26 km (16 mi) về phía đông nam của Choszczno, và 87 km (54 mi) về phía đông nam của thủ đô khu vực Szczecin. Ngôi làng có dân số 210 người.
Trước năm 1945, khu vực này là một phần của Đức. Đối với lịch sử của khu vực, xem Lịch sử của Pomerania.